# Thyge Axelsen Brahe (hovman)
Thyge Axelsen Brahe, född den 1 januari 1593, död den 22 augusti 1640, var en dansk adelsman och godsägare.
Thyge Axelsen Brahe föddes på Odensegaard, där hans far Axel Ottesen Brahe var lensmand. År 1615 blev han hovjunkare, men tog tre år därefter avsked från hovet för att äkta den 17-åriga Birgitte Brock, dotter till den bekante dagboksförfattaren Eske Brock. Bröllopet stod den 6 september 1618, och året efter förlänades Brahe med Skive Len, som han 1632 utbytte mot Tryggevælde. Birgitte Brock dog den 4 augusti 1639, och hennes död väckte stort uppseende, eftersom den ansågs bero på en oriktig behandling från den inblandade läkarens sida, varför också Brahe sedan väckte åtal mot denne, men på andras förbön lät han sedan saken falla. Birgitte efterlämnade ett sällsynt vackert eftermäle som en ovanligt from, godhjärtad kvinna, till vars ros det bland annat framhävdes att hon på Mattrup lät inrätta en skola för böndernas barn. Hennes make överlevde endast en kort tid sin hustru, ty han dog året efter under en vistelse på Vedtofte.
Han skall ha haft utpräglat sinne för vetenskapliga sysselsättningar och särskilt ha delat sin store farbrors och namnes lust till astronomin; det var han, som föranledde, att den lärde Ole Worm utgav sin förklaring över den kända runstenen på Tryggevælde. Däremot var Brahe en mindre framstående hushållare, och trots att han hade ärvt betydande gods, nämligen Tosterup och Gundestrup i Skåne efter sin fars släkt, Mattrup på Jylland och Eskebjerg och Vedtofte på Fyn efter modern Kirsten Hardenberg, samt Vemmetofte på Själland och kanske Alnarp, Ellinge slott och Örtofta i Skåne efter sin svärfar, så att hans jordagods gav upp emot 3000 tunnor hartkorn i avkastning, undgick han dock inte den ekonomiska ruin, som på den tiden hemsökte den övervägande delen av hans ståndsbröder. Lättsinniga löften för släkt och vänner ödelade hans villkor så grundligt, att det vid hans död fanns en skuld på 360 000 kronor. En del av arvingarna ville därför avsäga sig arvet och skulden, andra däremot inte, och därav föranleddes ett skandalöst uppträde vid hans jordafärd i Sankt Knuts kyrka i Odense.